# Stóra Dímun
Stóra Dímun er en ø på Færøerne, der ligger midt mellem Sandoy og Suðuroy .Øen er en del af Skopunar kommuna. Sprogforskere mener, at navnet Dímun har keltisk oprindelse. Første del af ordet, dí eller di, betyder to, mens sidste del, mun, er en rest af det keltiske ord muinn, som betyder nakke, ryg eller høj. Dvs. at Dímun betyder to nakker, to rygge eller to høje.
Der er en gård på øen og dens drift er baseret på får, gæs, ænder. Fårene slagtes i eget slagtehus. Af husdyr er der færøske heste og hunde. Fuglefangst, garving af skind og turisme er bierhverv på øen.
I 2012 blev den lille skole bygget i Dímun til øens skolesøgende børn. Skolen er tilknyttet Tórshavnar kommuneskole, og tre lærere skiftes om at tage ud til øen for at undervise børnene. En del af undervisningen foregår også mens læreren er i Tórshavn og eleven sidder foran en skærm i skolestuen i Dímun. Om sommeren, når skolen har sommerferie, udlejes skolens lokaler, som også inkluderer en lejlighed som bruges af lærerne resten af året, til turister.

## Geografi
Stóra Dímun tilhører den sydlige del af Færøerne og ligger midtvejs mellem Skúvoy og Sandoy i nord og Suðuroy i syd og sydvest. I syd–sydøstlig retning ligger den ubeboede Lítla Dímun. Sundet mellem Stóra og Lítla Dímun og Suðuroy kaldes Suðuroyarfjørður, mens sundet mellem Stóra Dímun og Skúvoy kaldes Dímunarfjørður.
Stóra Dímun måler 2,62 km², og de otte holmene og skær omkring den måler til sammen 0,01 km². Øen har en ret rektangulær form som løber i en spids i nord, Múlin, og måler ca. 4 km på det længste i nordvestlig–sydøstlig retning. Med sine klippekyster er øen meget utilgængelig, og den kan kun bestiges på vestkysten via bjerghylden Kleivin, hvilket dog også er risikabelt. De nordlige partier af øen udgør en højslette, Høgoyggj (395 moh.). Klettarnir (308 moh.) er en sydøstlig forlængelse af denne. Gården på øen ligger på en lavere højslette i sydvest, i læ af de højere partier.
Dímun er utilgængelig med klippekyster på alle kanter, med bjerghylden Kleivin på sydsiden som eneste mulighed for opstigning fra havet. Opgangen består af trin udhugget i klippen og et rækværk, samt en kran med spil, der bliver brugt til at hejse varer og kreaturer op eller ned. Helikopterruten har gjort det betydelig lettere at bo på øen i nutiden. Indtil 1938, hvor man byggede et betonhus til færøbådene, var man nødt til at hejse bådene 100 m lodret op, og de blev så opbevaret i en dam ved gården, for at de ikke skulle tørre ud.
De stejle næs rundt om øen er Múlin, Breiðanes, Álvisnebbi, Nøvan og Grønaskor. Mellem Múlin og Grønaskor ligger holmen Øssursdrangur. Der er i alt 8 holme og skær, på i alt 0,01 km², rundt om øen.
På trods af utilgængeligheden er Stóra Dímun altid blevet anset som en frugtbar ø, med gode græsarealer og rige fuglekolonier. Der er blevet drevet fangst på både fugle og deres æg i umindelige tider og er fortsat i dag en binæring ved siden af kvæg- og fåreholdet på øen. Årlig er der ca. 130.000 par havfugle på øen, herunder Lunde (40.000 par), ride (36.900 par), Lille stormsvale (15.000 par), Lomvie (29.600 individer) og Tejst (50 par). Årsagen til øens rige fugleliv er at øen er fri for rotter. Man har forsøgt at udsætte harer, men de klarer sig ikke på egen hånd over længere tid. I juli 1808 blev Færøernes sidste Gejrfugl fanget på øen.
Der er mulighed for et ca. 10 minutters ophold på øen: Tag den sydlige helikoptertur fra Torshavn til Suðuroy i klart vejr, og spørg om der er landing på Stóra Dímun. Om sommeren, hvis vejret tillader det, arrangerer turistkontoret på Sandoy ture til Stóra Dímun med båden “Hvíthamar”.

## Samfund
Stóra Dímun var et eget kirkested fra middelalderen og frem til 1920-erne. Den sidste kirke blev bygget i 1873, målte 12×6 alen, og forfaldt efter at kirkesognet blev nedlagt. Altertavlen havde motiv fra vandringen til Emmaus, malet af Svend Rønne, hvis broder var sognepræsten på Sandoy, Jørgen Falk Rønne. Bonden på Stóra Dímun holdt lægmandsgudstjenester, og kirken fik besøg af sognepræsten to gange hver sommer.
Mellem 1971 og 1984 var øboerne bosat i Tórshavn i vinterhalvåret. Siden 1984 har Strandfaraskip Landsins og senere Atlantic Airways opereret en helikopterrute via Stóra Dímun tre gange ugentlig, hele året. Post, forsyninger og besøgende bliver bragt med helikopter.
Siden 2012 er skolepligtige børn blevet undervist i en egen skolestue af lærere fra Tórshavn, som skiftes til at flyve ud til øen.

## Øens historie
Øens historie går helt tilbage til landnamstiden i det 10. århundrede. Færingesagaen fortæller at brødrene Brestir og Beinir Brestisson havde en gård på Stóra Dímun. Det var på øen at Sigmundur Brestisson som 9-årig overværede mordet på sin far Brestir. Sigmundur forsøgte senere at hævne sin far.
Færingesagaen fortæller, at Stóra Dímun var beboet fra ca. år 1210. I forbindelse med Reformationen eksproprierede kongen den katolske kirkes ejendom, og kongsbonden på Stóra Dímun fik den næststørste kongsgård på Færøerne efter Kirkjubøur.
I middelalderen gik ejerskabet af øen over til kronen, men kom senere i privat eje igen. Gården var ganske stor, og for det meste boede der 20–25 personer fast der. Grunden til at der til tider var mange på øen, var at det kunne være svært at få tjenestefolk dertil, og at man derfor hvervede fattige fra andre bygder, som fik kost og logi for deres arbejde. Man tog også imod folk, der havde brudt loven, da det med tiden blev svært at få tjenestefolk om vinteren.
Annika í Dímun blev i 1589 druknet i Tórshavn som straf for at have myrdet sin mand, som hun blev tvunget til at gifte sig med, på Stóra Dímun. Hun skulle angiveligt have dræbt ham for at kunne leve med sin tjenestekarl, som hun var forlovet med, før hendes far tabte hende i spil til bonden i Dímun. I 1975 blev skuespillet "Hvønn stakkin skal eg fara í, pápi?" ("Hvilken kjole skal jeg tage på, far?") opført i Sjónleikarhúsið i Tórshavn. Forfatteren Jens Pauli Heinesen skrev skuespillet.
Søren Dideriksen fra Kollafjørður, som sammen med to fra Sandoy var midlertidige forpagtere på Stóra Dímun. Søren Dideriksen flyttedet sandsynligvis tilbage til Kollafjørður i 1807, da der kom to brødre fra Sumba til Stóra Dímun, Janus og Sørin Olesen (eller Jens og Søren Olsen). Aftalen var at de skulle købe øen i fællesskab, men Janus snød Sørin og fik øen skrevet kun i sit eget navn. Sørin måtte flytte til Sandoy. Janus blev boende på øen, og han er stamfar til den nuværende slægt der, således at den nuværede ejer, Óla Jákup í Dímun, er syvende generation efter at han overtog gården i 1980 efter faderen Janus Úr Dímun.
Ved indførelsen af det kommunale selvstyre i 1872 blev Stóra Dímun (Dímunar sókn) en del af Sandoyar prestagjalds kommuna.
1874 døde sognepræsten fra Sandur pastor Jensen, da han efter gudstjenesten på øen, på fjeldstien ned til landingspladsen, styrtede i afgrunden.
1889 boede der 40 og 1916 12 personer på øen.
Øboerne søgte Lagtinget om at få øen udskilt som en egen kommune i 1909 og 1910, men fik afslag begge gange, fordi det ikke lod sig gøre at bemande både et kommune-, skole- og valgstyre. I 1923 ophørte Stóra Dímun som et eget sogn og blev underlagt Skúvoyar sókn. I 1930 blev Skúvoy med Stóra Dímun udskilt fra Sandoy som en egen kommune.
1923 blev den lille kirke, bygget overvejende af sten og græstørv, revet ned.

Det farligste arbejde var fuglefangsten og ægsamling, I det 19. århundrede og først i det 20. århundrede, omkom 17 mænd.
Administrativt tilhørte Stóra Dímun oprindelig Sandoyar prestagjalds kommuna. I 1923 blev Stóra Dímun overflyttet fra Sandur sogn til Skúvoy sogn, og blev udskilt med denne til Skúvoyar kommuna fra Sands kommuna i 1930.
Til trods for sin isolerede beliggenhed og sine få indbyggere har Stóra Dímun aldrig udgjort sin egen kommune. Bonden på Stóra Dímun søgte imidlertid Lagtinget om å få Stóra Dímun udskilt som en egen kommune i både 1909 og 1910, men fik afslag begge gange.
I juli 1924 var folk fra Suðuroy på besøg. Da gæsterne skulle begive sig på hjemvejen, tilbød Kongsbonden Ole Jacob Jensen at demonstrere for dem, hvorledes man bar sig ad med at "rane" æg i fjeldet. Han og hans kone fulgte så gæsterne ned til stranden, hvor de tog opstilling. En mand fra øen blev firet ned i line. Da han var nået helt ned, løste han æggeprillen (et sammenfoldet tørklæde, bundet om livet) af sig og smøg sig derpå ud af linen. Bonden åbnede prillen for at vise gæsterne, at man aldrig finder to lomvieæg af ens udseende. Bonden stod i midten med konen ved sin side. Medens dette gik for sig på stranden, var mændene øverst på bjergkanten begyndt at hejse den tomme line op. Da ville uheldet, at en bugt af linen gled henad over et fremspring, og en sten rev sig løs og dræbte kongsbonden. Hans søn Janus úr Dímun, som senere blev bonde på øen, var kun to måneder, da ulykken skete. Ole Jacob Jensen blev den sidste, som blev begravet på øen.
1927 får øen et lille fyrtårn
1971 flyttede familien til Tórshavn hver vinter og efterlod dyrene på øen. Ladedørene åbnedes, så de kunne søge beskyttelse i dårligt vejr.
1985 havde øen kun 3 indbyggere. Øen får helikopterforbindelse fra Tórshavn.
1986 flyttede familien permanent tilbage til øen og flyver ca. en gang om måneden til Tórshavn for at pleje sociale kontakter. Da børnene var i skolealderen, kom lærerinden Anna Lütsen hver tredje uge med helikopter for at undervise børnene i fem dage. 1990 havde øen 8 indbyggere.
2011 overtog Eva úr Dímun, som er datter Óla Jákup úr Dímun og barnabarn af Janus úr Dímun, gården. Hun og hendes mand Jógvan Jón Petersen driver sammen med Evas bror og hans kone gården på Stóra Dímun.
2012 bygges der en skole til øens skolesøgende børn. Skolen tilknyttes Kommuneskolen i Tórshavn, som har ansvaret for undervisningen. Skolen udlejes til turister om sommeren. i 2016 havde skolen to elever og øen 10 indbyggere.

## Turisme
Om sommeren er det muligt at leje et sommerhus. Fra midten af august til midten af juni fungerer et af rummene i sommerhuset som klasseværelse for de to børn, der bor på øen. Der er mulighed for at få en guidet tur rundt på øen.
Transport til og fra øen foregår med helikopter, 3 gange om ugen.

## Kendte personer
- Kunstmaleren Díðrikur í Kárastovu, som malede det ældste maleri man kender til fra Færøerne, blev født på Stóra Dímun.

## Galleri
| - Kort over Stóra Dímun - Stóra Dímun set fra øst - Lundekoloni på Stóra Dímun |